# Epex
Pour la bourse européenne de l'électricité, voir EPEX.
Epex (이펙스) est un boys band sud-coréen de K-pop formé en 2021 par C9 Entertainment. Il est composé de huit membres : Wish, Keum, Mu, A-Min, Baekseung, Ayden, Yewang et Jeff.

## Formation
C9 Entertainment a annoncé à la création d'un nouveau groupe le 1er mars 2021 sous le nom temporaire de C9ROOKIES. Le 1er avril, le nom du groupe, EPEX, est dévoilé : il s'agit d'une contraction des mots « Eight » et « Apex ».
Parmi les membres du groupe, Keum s'était fait connaître dans l'émission Produce X 101 où il été éliminé en finale à la 17ème place (bien qu'une tricherie sur les votes fut révélée et qu'en réalité il aurait dû être classé 8e et donc parmi les gagnants).

## Premiers albums
Le premier EP du groupe Bipolar Pt.1: Prelude of Anxiety sort le 8 juin 2021. Il se vend à 49 540 exemplaires en Corée et 1 540 exemplaires au Japon.
Le deuxième EP, Bipolar Pt.2: Prelude of Love sort le 26 octobre 2021. Le troisième EP Prelude of Anxiety Chapter 1. '21st Century Boys' sort le 11 avril 2022.

## Membres
Les membres du groupe occupent les positions suivantes, :
- Wish (위시) - leader, chanteur, lead danseur
- Keum (금) - centre, rappeur, danseur principal
- MU (뮤) - lead chanteur
- A-Min (아민) - chanteur, danseur principal
- Baekseung (백승) - rappeur
- Ayden (에이든) - lead rappeur
- Yewang (예왕) - chanteur principal
- Jeff (제프) - maknae, rappeur principal

## Discographie

### EP
| Titre                                              | Détails de l'EP                                                                                 | Meilleur classement | Meilleur classement | Ventes                        |
| Titre                                              | Détails de l'EP                                                                                 | COR                 | JAP                 | Ventes                        |
| -------------------------------------------------- | ----------------------------------------------------------------------------------------------- | ------------------- | ------------------- | ----------------------------- |
| Bipolar Pt.1: Prelude of Anxiety                   | - Sortie : 8 juin 2021 - Label : C9 Entertainment - Formats : CD, téléchargement, streaming     | 10                  | 26                  | - COR : 49,540 - JAP : 1,540  |
| Bipolar Pt.2: Prelude of Love                      | - Sortie : 26 octobre 2021 - Label : C9 Entertainment - Formats : CD, téléchargement, streaming | 6                   | —                   | - COR : 95,761                |
| Prelude of Anxiety Chapter 1. '21st Century Boys'  | - Sortie : 11 avril 2022 - Label : C9 Entertainment - Formats : CD, téléchargement, streaming   | 5                   | —                   | - COR : 71,495                |
| Prelude of Love Chapter 1. 'Puppy Love'            | - Sortie : 26 octobre 2022 - Label : C9 Entertainment - Formats : CD, téléchargement, streaming | 4                   | —                   | - COR : 74,222                |
| Prelude of Love Chapter 2. 'Growing Pains'         | - Sortie : 26 avril 2023 - Label : C9 Entertainment - Formats: CD, téléchargement, streaming    | 6                   | 24                  | - COR : 110,669 - JAP : 4,475 |
| Prelude of Anxiety Chapter 2. 'Can we Surrender ?' | - Sortie : 4 octobre 2023 - Label : C9 Entertainment - Formats : CD, téléchargement, streaming  |                     |                     | - COR :                       |

### Singles
| Titre                          | Année | Meilleur classement | Album                                            |
| Titre                          | Année | COR                 | Album                                            |
| ------------------------------ | ----- | ------------------- | ------------------------------------------------ |
| Lock Down                      | 2021  | —                   | Bipolar Pt.1: Prelude of Anxiety                 |
| Do 4 Me                        | 2021  | —                   | Bipolar Pt.2: Prelude of Love                    |
| Anthem of Teen Spirit (학원歌) | 2022  | —                   | Prelude of Anxiety Chapter 1. '21st Century Boys |
| Hymn to Love (사랑歌)          | 2022  | 127                 | Prelude of Love Chapter 1. 'Puppy Love'          |
| Sunshower                      | 2023  | —                   | Prelude of Love Chapter 2. 'Growing Pains'       |
| "—" non classé.                |       |                     |                                                  |

## Distinctions
| Cérémonie                          | Année | Catégorie                         | Nommé                            | Résultat   | Ref.   |
| ---------------------------------- | ----- | --------------------------------- | -------------------------------- | ---------- | ------ |
| Asia Artist Awards                 | 2021  | Male Idol Group Popularity Award  | Epex                             | Nomination | [ 18 ] |
| Gaon Chart Music Awards            | 2022  | New Artist of the Year – Physical | Bipolar Pt.2: Prelude of Love    | Nomination | [ 19 ] |
| Golden Disc Awards                 | 2022  | Rookie Artist of the Year         | Epex                             | Nomination | [ 20 ] |
| Hanteo Music Awards                | 2021  | Rookie Award – Male Group         | Epex                             | Lauréat    | [ 21 ] |
| Korea Culture Entertainment Awards | 2021  | Best New Male Artist              | Epex                             | Lauréat    | [ 22 ] |
| Mnet Asian Music Awards            | 2021  | Best New Male Artist              | Epex                             | Nomination | [ 23 ] |
| Mnet Asian Music Awards            | 2021  | Artist of the Year                | Epex                             | Nomination | [ 23 ] |
| Mnet Asian Music Awards            | 2021  | Album of the Year                 | Bipolar Pt.1: Prelude of Anxiety | Nomination | [ 23 ] |
| Seoul Music Awards                 | 2022  | Rookie of the Year                | Epex                             | Lauréat    | [ 24 ] |
| Seoul Music Awards                 | 2022  | Popularity Award                  | Epex                             | Nomination | [ 25 ] |
| Seoul Music Awards                 | 2022  | K-wave Popularity Award           | Epex                             | Nomination | [ 25 ] |

## Controverses
Le titre des premiers EP, Bipolar, suscite la controverse, car il fait référence a des troubles mentaux et est accusé de les glamouriser.
En 2022, la chanson Anthem of Teen Spirit fait polémique à cause des uniformes militaires que portent les membres du groupe dans le clip et de certaines paroles qui font référence au nazisme comme Crystal Night is coming (littéralement, « la nuit de Cristal arrive »). C9 Entertainment adresse la polémique en expliquant l'influence de l'esthétique des dystopies sur le clip et décide de changer les paroles de la chanson.